# Радомир Почуча
Радомир Почуча (Вршац, 15. септембар 1970) јесте српски активиста, некадашњи новинар и портпарол Противтерористичке јединице Министарства унутрашњих послова Републике Србије. Држава Србија га је осудила за незаконито ратовање на истоку Украјине, такође се теретио за планирање убиства српских добровољаца у Украјини од стране доњецких сецесиониста.
После повратка са украјинског ратишта посветио се цивилним покретима. Шеф је информативног сектора Фондације „Капетан Драган” и члан је странке Заветници. Налази се на списку ове странке за парламентарне изборе 2022. године.

## Биографија
Радомир Почуча је рођен 15. септембра 1970. година у Вршцу, у породици пореклом из Дивосела код Госпића. Његова породица је доживела малтретирање од стране усташа за време Другог светског рата. Почучина бака Јелена сведочи да су усташе константно пљачкале Дивосело.

## Полицијска каријера
Војни рок је служио 1989-1990. године као припадник вода за противтерористичка дејства, а 1992. године је завршио 43. класу полицијске обуке у Вучитрну као други у класи, заједно са Гораном Драговићем, потоњим командантом Жандармерије. Радио је као полицајац и припадник Министарства унутрашњих послова.

## Новинарство
Широј јавности је постао познат као водитељ емисије "Инфо топ", информативног програма ТВ Пинк. Новинарску каријеру је напустио 2013. године, када је постао портпарол Противтерористичке јединице Министарства унутрашњих послова Републике Србије. Против њега је вођен судски поступак због позива који је упутио преко свог фејсбук налога, да се треба "обрачунати" са припадницима организације Жене у црном.

## Паравојне формације

### Рат на истоку Украјине
Као добровољац се придружио проруским снагама у рату на истоку Украјине, септембра 2014. године. У медијима су се појављивале његове изјаве са ратишта, као и фотографије са Игором Гиркином, бившим замеником начелника одељења ФСБ-а, који је био министар одбране Доњецке Народне Републике. Ушао је у сукоб са другим српским добровољцима у Украјини, због чега је ухапшен 18. марта 2015. године од стране Дејана Берића, а снимак његовог испитивања је објављен на интернету. Једно краће време је живео у Москви.
Почуча је ухапшен 27. марта 2016. године приликом покушаја илегалног преласка државне границе Румуније и Србије. Држава Србија га је осудила за незаконите ратовање на истоку Украјине.

## Политика
Иако је раније био члан Српске напредне странке, касније је напустио ту странку и постао њен критичар, а на свом фејсбук налогу је објавио поруку тадашњем председнику Владе Александру Вучићу да ће: "премијер завршити као комунистички румунски председник Николаје Чаушеску".
Суђено му је за претње организацији Жене у црном. У децембру 2016. године, суд је утврдио да нема елемената кривичног дела у случају који се против њега водио због објаве о организацији Жене у црном.
Почуча је од 2020. г. шеф информативнога сектора Фондације „Капетан Драган”. Он је такође члан странке Заветници. Налазио се на њиховом списку за парламентарне изборе 2022.

## Приватни живот
Из првог брака са супругом Данијелом, има кћерку Марију. У другом браку са новинарком Сањом Никић је био пет година. Априла 2017. године му се родила друга кћерка, која је добила име Сара Србија Почуча са ванбрачном женом Јеленом.